# Hyposcada anchiala
Espèce
Hyposcada anchiala est un insecte lépidoptère  de la famille des Nymphalidae, de la sous-famille des Danainae et du genre Hyposcada.

## Dénomination
Hyposcada anchiala a été décrit par William Chapman Hewitson en 1868 sous le nom initial de' Ithonia anchiala.

### Sous-espèces
- Hyposcada anchiala anchiala; présent au Pérou.
- Hyposcada anchiala abidula Zikán, 1941; présent au Brésil
- Hyposcada anchiala cynara d'Almeida, 1945; présent au Brésil
- Hyposcada anchiala ecuadorina Bryk, 1953; présent en Équateur
- Hyposcada anchiala fallax (Staudinger, [1884]); présent au Pérou.
- Hyposcada anchiala gallardi Brévignon, 1993; présent au Surinam, en Guyana et en Guyane.
- Hyposcada anchiala interrupta Tessmann, 1928; présent au Pérou.
- Hyposcada anchiala kezia (Hewitson, 1868); présent au Pérou.
- Hyposcada anchiala mendax Fox, 1941; présent au Pérou.
- Hyposcada anchiala rezia Haensch, 1905; présent au Pérou.
- Hyposcada anchiala richardsi Fox, 1941; présent au Pérou.
- Hyposcada anchiala ssp présent à Panama.
- Hyposcada anchiala ssp; présent au Pérou[1].

### Nom vernaculaire
Hyposcada anchiala se nomme Anchiala Tigerwing ou Anchiala Clearwing en anglais,.

## Description
Hyposcada anchiala est un papillon à corps fin, d'une envergure d'environ 62 mm, aux ailes antérieures à bord interne concave. Les ailes antérieures sont de couleur ocre dans leur partie basale avec un apex marron tacheté de blanc à partir de la moitié du bord costal et l'angle interne. Les ailes postérieures sont ocre marquées de bandes marron.
Le revers est semblable.

## Écologie et distribution
Hyposcada anchiala est présent à Panama, en Équateur, au Pérou, au Brésil, au Surinam, en Guyana et en Guyane.

### Protection
Pas de statut de protection particulier.